# Landkreis Heidelberg
Der Landkreis Heidelberg war ein Landkreis in Baden-Württemberg, der im Zuge der Kreisreform am 1. Januar 1973 aufgelöst wurde. Sein Gebiet ging vollständig im neu gebildeten Rhein-Neckar-Kreis auf.

## Geografie

### Lage
Der Landkreis Heidelberg lag im Nordwesten Baden-Württembergs.
Geografisch hatte er Anteil am nördlichen Kraichgau, am Odenwald und an der Oberrheinischen Tiefebene. Heidelberg als Kreissitz selbst gehörte nicht zum Landkreis Heidelberg, sondern war bereits seit 1939 Stadtkreis. Der Kreissitz lag somit am nordwestlichen Rand des Landkreises und trennte Eppelheim als Exklave vom restlichen Kreisgebiet ab.

### Nachbarkreise
Seine Nachbarkreise waren Anfang 1972 im Uhrzeigersinn beginnend im Osten die Landkreise Buchen, Mosbach, Sinsheim, Bruchsal, Mannheim und die Stadt Heidelberg (alle Baden-Württemberg), sowie die Landkreise Bergstraße und Erbach (beide in Hessen). Die Gemeinde Eppelheim bildete eine Exklave des Kreisgebiets, sie grenzte nur an die Stadt Heidelberg und den Landkreis Mannheim.

## Geschichte
Das Gebiet des Landkreises Heidelberg gehörte vor 1803 überwiegend zur Kurpfalz. Mit dem Reichsdeputationshauptschluss kam es an das Kurfürstentum Baden, das 1806 zum Großherzogtum erhoben wurde. Es entstanden im späteren Kreisgebiet das Stadtamt Heidelberg sowie die Ämter bzw. Bezirksämter Oberheidelberg, Unterheidelberg und Neckargemünd. Die Ämter Ober- und Unterheidelberg wurden 1813 zum Landamt Heidelberg und dieses 1826 mit dem Stadtamt Heidelberg zum Oberamt Heidelberg vereinigt. 1813 entstand auch das Bezirksamt Eberbach, das von 1840 bis 1849 ebenso wie das benachbarte Bezirksamt Sinsheim Großherzoglich-Badisch-Fürstlich-Leiningisches Bezirksamt war. 1857 wurde das Bezirksamt Neckargemünd aufgelöst und sein Gebiet dem Bezirksamt Eberbach zugeordnet, doch 1863 wurde der Westteil dem Oberamt Heidelberg angeschlossen. Es bestanden somit nur noch die Bezirksämter Heidelberg und Eberbach, die zum Landeskommissärbezirk Mannheim gehörten. 1924 wurde auch das Bezirksamt Eberbach aufgelöst. Etliche seiner Gemeinden wurden dem Bezirksamt Heidelberg zugeordnet. 1939 entstand dann der Landkreis Heidelberg durch das Gesetz über die Landkreisselbstverwaltung in Baden (Landkreisordnung), in dem die bisherigen Bezirksämter Heidelberg und Wiesloch aufgingen.
Nach der Bildung des Landes Baden-Württemberg 1952 gehörte der Landkreis Heidelberg zum Regierungsbezirk Nordbaden. Durch die Gemeindereform ab 1970 veränderte sich das Kreisgebiet in einem Fall. Am 1. Januar 1972 wurde die Gemeinde Altenbach in die Gemeinde Schriesheim eingegliedert und gehörte somit zum Landkreis Mannheim.
Mit Wirkung vom 1. Januar 1973 wurde der Landkreis Heidelberg aufgelöst. Sein Gebiet ging vollständig im neu gebildeten Rhein-Neckar-Kreis auf, der damit Rechtsnachfolger wurde und der am 1. Januar 1975 schließlich noch die Gemeinde Ziegelhausen des ehemaligen Landkreises Heidelberg an die Stadt Heidelberg abgab.

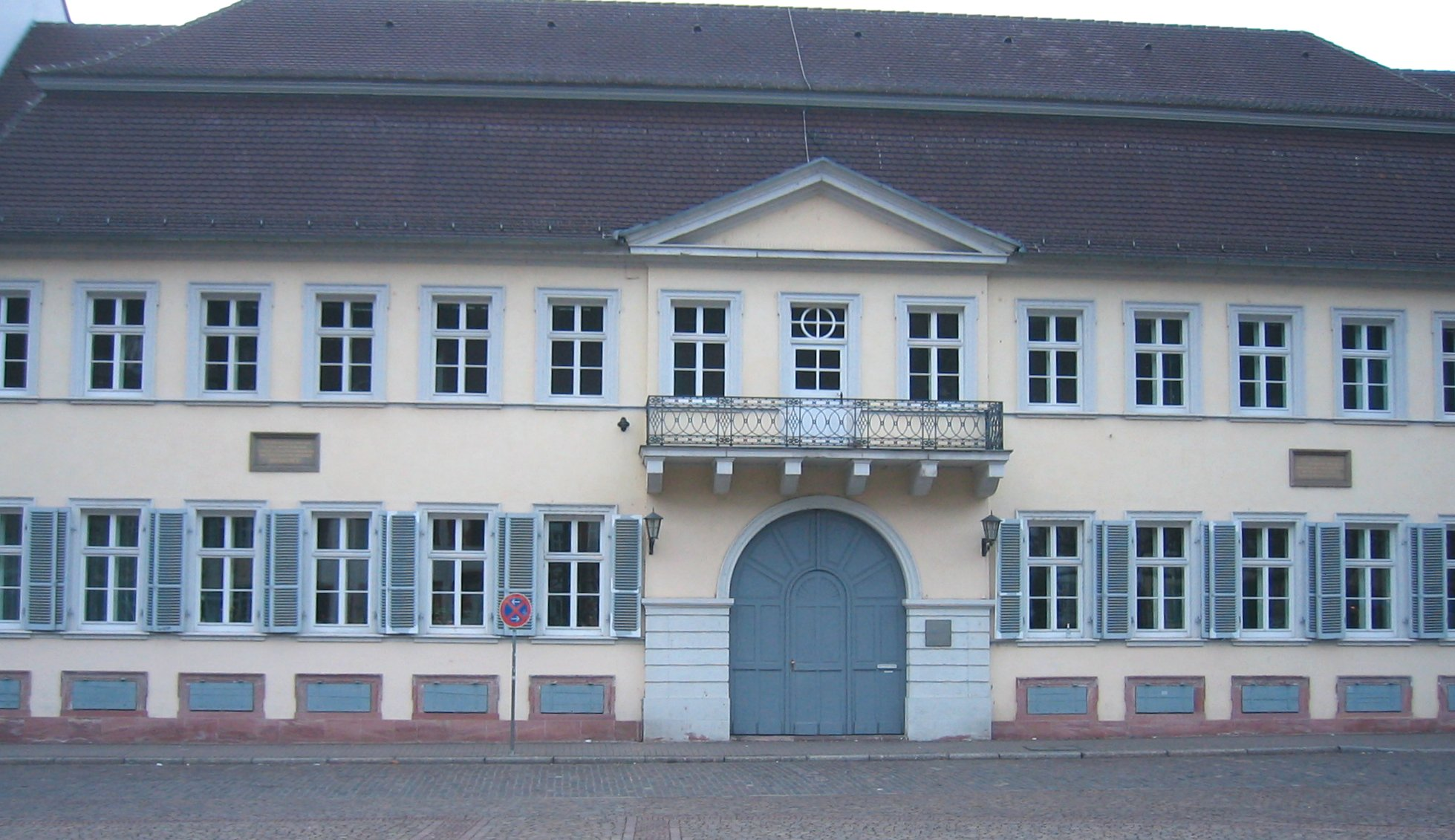
Palais Boisserée am Karlsplatz

Das Landratsamt hatte seinen Sitz bis zur Einweihung des Neubaus an der Kurfürstenanlage am 2. Mai 1969 im Palais Boisserée in der Altstadt.

### Einwohnerentwicklung
Alle Einwohnerzahlen sind Volkszählungsergebnisse.
| Jahr               | Einwohner |
| ------------------ | --------- |
| 17. Mai 1939       | 90.538    |
| 13. September 1950 | 127.283   |

| Jahr         | Einwohner |
| ------------ | --------- |
| 6. Juni 1961 | 146.816   |
| 27. Mai 1970 | 182.027   |

## Politik

### Landrat
Die Oberamtmänner bzw. Landräte des Bezirksamts bzw. Landkreises Heidelberg von 1826 bis 1972:
- 1826–1828: Ludwig Wild
- 1828–1830: August Siegfried Freiherr von Fischer
- 1831–1836: Ludwig Friedrich Eichrodt
- 1836–1844: Wilhelm Deurer
- 1844: Georg von Vogel
- 1844–1846: Karl Ludwig Böhme
- 1847–1849: Carl von Neubronn
- 1849–1851: Alois Lang
- 1851–1852: August Eichrodt
- 1852–1853: Marianno von Uria-Sarachaga
- 1853–1861: Ludwig Adolph Wilhelmi
- 1861–1864: Ludwig Wilhelm Feucht
- 1864–1866: Ludwig Renk
- 1866–1869: Franz Ludwig Stösser
- 1869–1876: Albert Frech
- 1876–1878: Otto Flad
- 1878–1891: Otto von Scherer
- 1891–1902: Heinrich Pfister
- 1902–1908: Julius Becker
- 1908–1922: Philipp Jolly
- 1923–1933: Hermann Kiefer
- 1933–1945: Otto Naumann
- 1945–1946: Hermann Specht (provisorisch)
- 1946–1947: Erich Reimann
- 1947–1954: Herbert Klotz
- 1954–1972: Georg Steinbrenner

### Wappen
Das Wappen des Landkreises Heidelberg zeigte in gespaltenem Schild vorne in Schwarz einen linksgewendeten rot bewehrten, rot gekrönten und rot gezungten goldenen Löwen, hinten in Silber ein durchgehendes, geschliffenes blaues Kreuz. Das Wappen wurde dem Landkreis Heidelberg am 18. April 1966 durch das Innenministerium Baden-Württemberg verliehen.
Der Großteil des Kreises (41 Gemeinden) gehörte zur Kurpfalz. Daher ist der kurpfälzisch-bayerische Löwe abgebildet. Das Kreuz steht für das ehemalige Hochstift Speyer, zu dem 10 Gemeinden bis 1803 gehörten.

## Wirtschaft und Infrastruktur

### Verkehr
Durch das Kreisgebiet führte von Nord nach Süd die Bundesautobahn 5 Frankfurt-Karlsruhe und im Süden streifte die A 6 das Kreisgebiet. Ferner führen die Bundesstraßen 3, 45 und 37 durch das Kreisgebiet.

## Gemeinden
Zum Landkreis Heidelberg gehörten ab 1938 zunächst 52 Gemeinden, davon 5 Städte.
Am 7. März 1968 stellte der Landtag von Baden-Württemberg die Weichen für eine Gemeindereform. Mit dem Gesetz zur Stärkung der Verwaltungskraft kleinerer Gemeinden war es möglich, dass sich kleinere Gemeinden freiwillig zu größeren Gemeinden vereinigen konnten. So schlossen sich am 1. Januar 1972 mehrere Gemeinden im Landkreis Heidelberg zusammen, so dass sich die Zahl der Gemeinden reduzierte.
Die größte Gemeinde des Landkreises war die Stadt Wiesloch. Die kleinsten Gemeinden waren Moosbrunn (im Jahr 1961) und Brombach (im Jahr 1970).
In der Tabelle stehen die Gemeinden des Landkreises Heidelberg vor der Gemeindereform. Alle Gemeinden außer Ziegelhausen gehören heute zum Rhein-Neckar-Kreis, Ziegelhausen gehört zum Stadtkreis Heidelberg. Die Einwohnerangaben beziehen sich auf die Volkszählungsergebnisse in den Jahren 1961 und 1970.
| frühere Gemeinde    | heutige Gemeinde    | Einwohner am 6. Juni 1961 | Einwohner am 27. Mai 1970 |
| ------------------- | ------------------- | ------------------------- | ------------------------- |
| Altenbach           | Schriesheim         | 1.089                     | 1.595                     |
| Altneudorf          | Schönau             | 807                       | 1.163                     |
| Baiertal            | Wiesloch            | 2.860                     | 3.072                     |
| Bammental           | Bammental           | 3.671                     | 4.616                     |
| Brombach            | Eberbach            | 317                       | 325                       |
| Dielheim            | Dielheim            | 3.494                     | 3.990                     |
| Dilsberg            | Neckargemünd        | 1.269                     | 1.493                     |
| Dossenheim          | Dossenheim          | 6.661                     | 8.612                     |
| Eberbach, Stadt     | Eberbach            | 12.492                    | 13.998                    |
| Eppelheim           | Eppelheim           | 7.367                     | 11.731                    |
| Friedrichsdorf      | Eberbach            | 291                       | 331                       |
| Gaiberg             | Gaiberg             | 1.328                     | 1.545                     |
| Gauangelloch        | Leimen              | 945                       | 1.131                     |
| Haag                | Schönbrunn          | 364                       | 464                       |
| Heddesbach          | Heddesbach          | 417                       | 429                       |
| Heiligkreuzsteinach | Heiligkreuzsteinach | 1.166                     | 1.358                     |
| Horrenberg          | Dielheim            | 1.665                     | 2.151                     |
| Lampenhain          | Heiligkreuzsteinach | 441                       | 527                       |
| Leimen              | Leimen              | 7.261                     | 9.318                     |
| Lobenfeld           | Lobbach             | 498                       | 619                       |
| Malsch              | Malsch              | 2.254                     | 2.493                     |
| Malschenberg        | Rauenberg           | 1.346                     | 1.600                     |
| Mauer               | Mauer               | 1.888                     | 2.547                     |
| Meckesheim          | Meckesheim          | 2.779                     | 3.395                     |
| Mönchzell           | Meckesheim          | 814                       | 924                       |
| Moosbrunn           | Schönbrunn          | 272                       | 335                       |
| Mückenloch          | Neckargemünd        | 939                       | 1.062                     |
| Mühlhausen          | Mühlhausen          | 2.826                     | 3.101                     |
| Neckargemünd        | Neckargemünd        | 7.139                     | 8.273                     |
| Nußloch             | Nußloch             | 6.207                     | 7.893                     |
| Pleutersbach        | Eberbach            | 412                       | 523                       |
| Rauenberg           | Rauenberg           | 3.013                     | 3.423                     |
| Rettigheim          | Mühlhausen          | 1.264                     | 1.727                     |
| Rockenau            | Eberbach            | 723                       | 652                       |
| Rot                 | St. Leon-Rot        | 3.608                     | 4.525                     |
| Rotenberg, Stadt    | Rauenberg           | 551                       | 636                       |
| Sandhausen          | Sandhausen          | 7.871                     | 10.207                    |
| St. Ilgen           | Leimen              | 2.895                     | 3.796                     |
| St. Leon            | St. Leon-Rot        | 3.900                     | 4.494                     |
| Schatthausen        | Wiesloch            | 1.058                     | 1.277                     |
| Schönau, Stadt      | Schönau             | 3.271                     | 3.357                     |
| Schönbrunn          | Schönbrunn          | 591                       | 694                       |
| Schwanheim          | Schönbrunn          | 365                       | 428                       |
| Spechbach           | Spechbach           | 1.025                     | 1.308                     |
| Tairnbach           | Mühlhausen          | 886                       | 925                       |
| Waldhilsbach        | Neckargemünd        | 681                       | 894                       |
| Waldwimmersbach     | Lobbach             | 944                       | 1.101                     |
| Walldorf, Stadt     | Walldorf            | 7.714                     | 12.935                    |
| Wiesenbach          | Wiesenbach          | 1.222                     | 1.674                     |
| Wiesloch, Stadt     | Wiesloch            | 13.651                    | 16.102                    |
| Wilhelmsfeld        | Wilhelmsfeld        | 2.002                     | 2.584                     |
| Ziegelhausen        | Heidelberg          | 8.302                     | 8.674                     |

## Kfz-Kennzeichen
Am 1. Juli 1956 wurde dem Landkreis bei der Einführung der bis heute gültigen Kfz-Kennzeichen das Unterscheidungszeichen HD zugewiesen. Es wird im Rhein-Neckar-Kreis und im Stadtkreis Heidelberg durchgängig bis heute ausgegeben.